# برنارد برئو
برنارد برئو (انگلیسی: Bernard Béréau; ۴ اکتبر ۱۹۴۰ – ۲ ژانویهٔ ۲۰۰۵) بازیکن فوتبال اهل فرانسه بود.
از باشگاه‌هایی که در آن بازی کرده‌است می‌توان به باشگاه فوتبال پاری سن ژرمن اشاره کرد.